# Chi Long đởm
Chi Long đởm (danh pháp khoa học: Gentiana) là một chi thực vật có hoa thuộc họ Long đởm (Gentianaceae) với khoảng 335-400 loài. Chúng được chú ý vì các hoa to, dạng kèn trumpet, thường có màu xanh lam.

## Từ nguyên
Tên chi là danh từ giống cái, được đặt theo tên Gentius, vị vua trị vì xứ Illyria (miền tây bán đảo Balkan) vào khoảng 181–168 TCN, người có lẽ đã khám phá ra các tính chất bổ dưỡng của long đởm.
Tên gọi long đởm trong tiếng Việt có lẽ bắt nguồn từ 龍膽/龙胆 (long đảm, nghĩa là mật rồng) - tên gọi của các loài thuộc chi này trong tiếng Trung.

## Mô tả
Các loài trong chi này là cây thân thảo một năm, hai năm hoặc lâu năm. Thân rễ có rễ chính dạng chùm và các rễ con, với rễ cọc mập thịt hoặc hóa gỗ, hoặc có vài rễ hình trụ thẳng từ đai cổ rễ. Thân từ mọc thẳng tới thẳng đứng, có nếp nhăn hoặc góc cạnh, ở các loài lâu năm đôi khi có cả thân ra hoa và thân sinh dưỡng. Lá mọc đối, hiếm khi mọc vòng, đôi khi tạo thành hình nơ hoa ở gốc. Cụm hoa ở nách lá hoặc đầu cành, các xim hoa có từ 1 đến ít hoa, đôi khi mọc thành các cụm ở đầu cành và/hoặc các vòng ở nách lá. Hoa mẫu (4 hoặc) 5- (hoặc 6-8). Các thùy của đài hoa hình chỉ đến hình trứng, với gân giữa nổi rõ. Tràng hoa hình ống, hình mâm, hình phễu, hình nón ngược hoặc hình vạc, rất hiếm khi hình bánh xe; ống thường dài hơn nhiều so với các thùy; các nếp gấp giữa các thùy. Nhị đính vào ống tràng hoa; các chỉ nhị có cánh ở đáy; bao phấn rời hoặc hiếm khi nối liền. Tuyến 5-10 ở đáy bầu nhụy. Nhụy hoa không cuống hoặc trên một cuống dài. Vòi nhụy thường ngắn, thẳng, ít khi thấy dài và hình chỉ; các thùy đầu nhụy rời hoặc hợp sinh, uốn ngược lại, thường thuôn dài đến thẳng, hiếm khi mở rộng và thuôn tròn. Quả nang hình trụ đến hình elipxoit và không cánh hoặc hình trứng ngược hẹp đến hình trứng ngược (hình elipxoit hẹp ở G. winchuanensis) và có cánh, nhiều hạt. Hạt không cánh hoặc có cánh; áo hạt có mắt lưới nhỏ, nhăn nheo, quầng đơn hoặc với sự phân quầng lỗ rỗ phức tạp.

## Phân bố

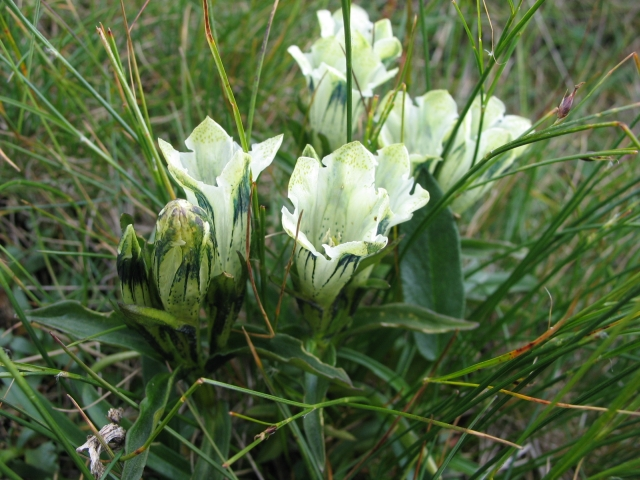
Gentiana frigida

Khu vực bản địa của chi này là vùng ôn đới đại lục Á-Âu, miền núi nhiệt đới châu Á tới đông nam Australia, Maroc, Bắc Mỹ, Trung Mỹ, tây và nam Nam Mỹ tới tây bắc Venezuela, quần đảo Falkland.

## Sử dụng
Nhiều loại đồ uống được làm từ rễ long đởm. Gentiana lutea được dùng để sản xuất gentian, một loại đồ uống chưng cất được sản xuất trong khu vực Alps và ở Auvergne. Một số loài được thu hoạch để sản xuất các loại rượu khai vị (apéritif), rượu chưng cất và thuốc bổ thảo mộc.
Rễ long đởm là hương liệu đồ uống phổ biến để tạo vị đắng. Loại nước ngọt có ga Moxie chứa rễ long đởm. Loại rượu khai vị của Pháp Suze cũng được làm từ long đởm. Rượu vang thơm Americano chứa rễ long đởm để tạo vị đắng. Nó cũng là một thành phần trong rượu khai vị của Italia Aperol. Nó cũng được sử dụng làm hương liệu chính trong loại rượu tiêu cơm (digestif) của Đức gọi là Underberg và là thành phần chính trong các loại rượu đắng Angostura và Peychaud's.
Hợp chất tạo vị đắng chính của rễ long đởm là gentiopicrin (gentiopicroside), một glycoside. Bài báo năm 2007 của một nhóm các nhà khoa học Nhật Bản xác định 23 hợp chất trong rễ long đởm. Gentiopicrin lại không có trong rễ long đởm tươi, vì thế có lẽ nó đã được hình thành trong quá trình phơi khô và lưu giữ rễ long đởm.
Long đởm ít được sử dụng trong công nghiệp nước hoa, các ví dụ đáng chú ý nhất là một số xà phòng glycerin (Crabtree & Evelyn) và nước hoa (Corday's Possession, 1937).

### Dược phẩm
Long đởm vàng (Gentiana lutea) được sử dụng trong y học thảo dược để điều trị các vấn đề tiêu hóa, sốt, cao huyết áp, co thắt cơ, giun sán, các vết thương, ung thư, viêm xoang và sốt rét, mặc dù các nghiên cứu đã cho thấy nó chỉ có hiệu quả tối thiểu so với giả dược khi dùng trong điều trị lo âu và rối loạn tăng động giảm chú ý (ADHD) ở trẻ em. Nó đã được nghiên cứu và chứng minh là có hiệu quả trong việc kiểm soát chứng khó tiêu.
Lá và rễ Gentiana punctata đã được sử dụng trong y học cổ truyền Áo cả trong lẫn ngoài, dưới dạng rượu mùi hoặc trà để điều trị các rối loạn đường tiêu hóa, da, hệ vận động, gan, mật và các vấn đề nhi khoa, sốt, cúm, thấp khớp và bệnh gút.
Gentiana purpurea, Gentiana punctata và Gentiana pannonica được sử dụng để sản xuất rượu schnaps đắng, theo truyền thống được sử dụng như một loại rượu hỗ trợ tiêu hóa. Trong y học Ayurveda, loài long đởm Ấn Độ Gentiana kurroo (hiện nay là loài cực kỳ nguy cấp) đã từng được sử dụng như một loại thảo mộc chữa bệnh, nhưng đã được thay thế bằng các loài trong họ Plantaginaceae như Picrorhiza kurroa ở miền tây Himalaya, hoặc Picrorhiza scrophulariiflora (胡黃蓮, hồ hoàng liên) ở miền đông Himalaya hay trong y học cổ truyền Trung Hoa.

## Biểu tượng

Gia huy của gia tộc Minamoto.

Ba bông hoa long đởm Gentiana scabra var. buergeri trên những chiếc lá xích trúc (Sasa) (tiếng Nhật: ササリンドウ / 笹竜胆 = sasa-rindo / thế long đảm, trong đó "thế" là tên gọi khác của xích trúc) được sử dụng làm biểu tượng của gia tộc Minamoto (源氏, Nguyên thị), một trong bốn gia tộc lớn thống trị chính trị Nhật Bản trong thời kỳ Heian và tiếp tục thành lập Mạc phủ đầu tiên sau chiến tranh Genpei.
Hoa long đởm Gentiana pneumonanthe là hoa chính thức của cộng đồng nói tiếng Đức tại Bỉ.

## Các loài
Danh sách loài lấy theo POWO:
- Gentiana acaulis L., 1753
- Gentiana affinis Griseb., 1837
- Gentiana alba Muhl. ex J.McNab, 1835
- Gentiana albicalyx Burkill, 1906
- Gentiana albomarginata C.Marquand, 1937
- Gentiana algida Pall., 1789
- Gentiana alii (Omer & Qaiser) T.N.Ho, 2001
- Gentiana alpina Vill., 1779
- Gentiana alsinoides Franch., 1885
- Gentiana altigena Harry Sm., 1926
- Gentiana altorum Harry Sm. ex C.Marquand, 1937
- Gentiana amplicrater Burkill, 1906
- Gentiana andrewsii Griseb., 1837
- Gentiana angustifolia Vill., 1787
- Gentiana anisostemon C.Marquand, 1931
- Gentiana aperta Maxim., 1881
- Gentiana apiata N.E.Br., 1914
- Gentiana aquatica L., 1753
- Gentiana arenicola Kerr, 1940
- Gentiana arethusae Burkill, 1906
- Gentiana argentea (Royle ex D.Don) Royle ex D.Don, 1837
- Gentiana arisanensis Hayata, 1917
- Gentiana aristata Maxim., 1880
- Gentiana arunii D.Maity, S.K.Dey, J.Ghosh & Midday, 2017
- Gentiana asclepiadea L., 1753
- Gentiana asterocalyx Diels, 1912
- Gentiana atlantica Litard. & Maire, 1924
- Gentiana atuntsiensis W.W.Sm., 1913
- Gentiana austromontana J.S.Pringle & Sharp, 1964
- Gentiana autumnalis L., 1776
- Gentiana baeuerlenii L.G.Adams, 1988
- Gentiana bambuseti T.Y.Hsieh, T.C.Hsu, S.M.Ku & C.I Peng, 2007
- Gentiana bavarica L., 1753
- Gentiana beamanii J.S.Pringle, 1979
- Gentiana bella Franch., 1890
- Gentiana bicuspidata (G.Don) Briq., 1931
- Gentiana boissieri Schott & Kotschy ex Boiss., 1875
- Gentiana bokorensis Hul, 1999
- Gentiana bolavenensis Nagah., Tagane & Soulad., 2019
- Gentiana borneensis Hook.f., 1883
- Gentiana boryi Boiss., 1838
- Gentiana brachyphylla Vill., 1779
- Gentiana bredboensis L.G.Adams, 1988
- Gentiana brentae Prosser & Bertolli, 2008
- Gentiana bryoides Burkill, 1906
- Gentiana burseri Lapeyr., 1813
- Gentiana cachemirica Decne., 1843
- Gentiana caelestis (C.Marquand) Harry Sm., 1936
- Gentiana caeruleogrisea T.N.Ho, 1984
- Gentiana caliculata Lex., 1824
- Gentiana calycosa Griseb.,1837
- Gentiana capitata Buch.-Ham. ex D.Don, 1825
- Gentiana carinata (D.Don ex G.Don) Griseb., 1838
- Gentiana carinicostata Wernham, 1916
- Gentiana catesbaei Walter, 1788
- Gentiana cephalantha Franch., 1890 - long đởm đỉnh hoa.
- Gentiana cephalodes Edgew., 1845
- Gentiana chinensis Kusnezow, 1894
- Gentiana choanantha C.Marquand, 1931
- Gentiana chungtienensis C.Marquand, 1928
- Gentiana clarkei Kusnezow, 1894
- Gentiana clausa Raf., 1828
- Gentiana clusii Perr. & Songeon, 1853 in 1854?
- Gentiana confertifolia C.Marquand, 1928
- Gentiana coronata Royle, 1834
- Gentiana crassa Kurz, 1874
  - G. crassa subsp. rigescens - long đởm cứng.
- Gentiana crassicaulis Duthie ex Burkill, 1906
- Gentiana crassula Harry Sm., 1926
- Gentiana crassuloides Bureau & Franch., 1891
- Gentiana cristata Harry Sm., 1965
- Gentiana cruciata L., 1753
- Gentiana cruttwellii Harry Sm., 1957
- Gentiana cuneibarba Harry Sm., 1926
- Gentiana dahurica Fisch., 1812
- Gentiana davidii Franch., 1884
- Gentiana decemfida Buch.-Ham. ex D.Don, 1825
- Gentiana decora Pollard, 1900
- Gentiana decumbens L.f., 1782
- Gentiana delavayi Franch., 1885
- Gentiana deltoidea Harry Sm., 1936
- Gentiana dendrologi C.Marquand, 1931
- Gentiana densiflora T.N.Ho, 1994
- Gentiana depressa D.Don, 1825
- Gentiana divaricata T.N.Ho, 1984
- Gentiana diversifolia Merr., 1906
- Gentiana douglasiana Bong., 1832
- Gentiana dschungarica Regel, 1879
- Gentiana dshimilensis K.Koch, 1850
- Gentiana duclouxii Franch., 1900
- Gentiana durangensis Villarreal, 1996
- Gentiana ecaudata C.Marquand, 1928
- Gentiana elmeriana Halda, 1995
- Gentiana elwesii C.B.Clarke, 1883
- Gentiana emodi C.Marquand ex Sealy, 1954
- Gentiana ettingshausenii F.Muell., 1889
- Gentiana exigua Harry Sm., 1936
- Gentiana faucipilosa Harry Sm., 1926
- Gentiana fieldiana J.S.Pringle, 1979
- Gentiana filistyla Balf.f. & Forrest, 1928
- Gentiana flavomaculata Hayata, 1917
- Gentiana flexicaulis Harry Sm., 1937
- Gentiana formosa Harry Sm., 1926
- Gentiana forrestii C.Marquand, 1928
- Gentiana franchetiana Kusnezow, 1894
- Gentiana fremontii Torr., 1845
- Gentiana frigida Haenke, 1789
- Gentiana froelichii Jan ex Rchb., 1832
- Gentiana futtereri Diels & Gilg, 1903
- Gentiana gayi Griseb., 1845
- Gentiana gelida M.Bieb., 1808
- Gentiana georgei Diels, 1912
- Gentiana gilvostriata C.Marquand, 1931
- Gentiana glauca Pall., 1788
- Gentiana grandiflora Laxm., 1774
- Gentiana grata Harry Sm., 1926
- Gentiana grumii Kusnezow, 1893
- Gentiana gyirongensis T.N.Ho, 1894
- Gentiana handeliana Harry Sm., 1926
- Gentiana haraldi-smithii Halda, 1995
- Gentiana harrowiana Diels, 1912
- Gentiana haynaldii Kanitz, 1891
- Gentiana heleonastes Harry Sm., 1937
- Gentiana helophila Balf.f. & Forrest, 1928
- Gentiana hesseliana Hosseus, 1911 - long đởm Hessel.
- Gentiana hexaphylla Maxim. ex Kusnezow, 1894
- Gentiana himalayensis T.N.Ho, 1993
- Gentiana hirsuta Ma & E.W.Ma ex T.N.Ho, 1984
- Gentiana hohoxiliensis S.K.Wu & R.F.Huang, 1996
- Gentiana hooperi J.S.Pringle, 1977
- Gentiana hsinganica J.H.Yu, 2012
- Gentiana hugelii Griseb., 1845
- Gentiana huxleyi Kusnezow, 1893
- Gentiana intricata C.Marquand, 1937
- Gentiana jamesii Hemsl., 1890
- Gentiana jarmilae Halda, 1995
- Gentiana jingdongensis T.N.Ho, 1985
- Gentiana jouyana Hul, 2002
- Gentiana kaohsiungensis Chih H.Chen & J.C.Wang, 1999
- Gentiana kauffmanniana Regel & Schmalh., 1879
- Gentiana khammouanensis Hul, 2007
- Gentiana kirilowii Turcz., 1861
- Gentiana kurroo Royle, 1835
- Gentiana kurumbae Anilkumar & Udayan, 2015
- Gentiana lacerulata Harry Sm., 1961
- Gentiana laciniata Kit. ex Kanitz, 1862
- Gentiana laevigata M.Martens & Galeotti, 1844
- Gentiana lagodechiana (Kusn.) Grossh., 1931
- Gentiana langbianensis A.Chev. ex S.Hul, 1999 - long đởm Lang Biang.
- Gentiana laotica Soulad., Tagane & Yahara, 2018
- Gentiana lateriflora Hemsl., 1896
- Gentiana latidens (House) J.S.Pringle & Weakley, 2009
- Gentiana lawrencei Burkill, 1905
- Gentiana laxiflora T.N.Ho, 1993
- Gentiana leroyana Hul, 1999
- Gentiana leucomelaena Maxim., 1891
- Gentiana lhassica Burkill, 1906
- Gentiana liangshanensis Z.Y.Zhu, 1991
- Gentiana licentii Harry Sm., 1936
- Gentiana ligustica R.Vilm. & Chopinet, 1954
- Gentiana linearis Froel., 1796
- Gentiana lineolata Franch., 1885
- Gentiana linoides Franch., 1890
- Gentiana loerzingii Ridl., 1939
- Gentiana longicollis G.L.Nesom, 1990
- Gentiana loureiroi (G.Don) Griseb., 1845 - long đởm.
- Gentiana lowryi Hul, 2002
- Gentiana lutea L., 1753
- Gentiana lycopodioides Stapf, 1894
- Gentiana macgregoryi Hemsl., 1901
- Gentiana macrophylla Pall., 1789
- Gentiana maeulchanensis Franch., 1897
- Gentiana mairei H.Lév., 1915
- Gentiana makinoi Kusnezow, 1893
- Gentiana manshurica Kitag., 1934
- Gentiana meiantha (C.B.Clarke) Harry Sm., 1965
- Gentiana melandrifolia Franch., 1890
- Gentiana membranulifera T.N.Ho, 2000
- Gentiana micans C.B.Clarke, 1883
- Gentiana micantiformis Burkill, 1906
- Gentiana micrantha Aitch. ex Hemsl., 1882
- Gentiana microdonta Franch., 1890
- Gentiana microphyta Franch., 1890
- Gentiana mirandae Paray, 1957
- Gentiana moniliformis C.Marquand, 1931
- Gentiana muscicola C.Marquand, 1937
- Gentiana myrioclada Franch., 1897
- Gentiana namlaensis C.Marquand, 1929
- Gentiana nanobella C.Marquand, 1928
- Gentiana nerterifolia P.Royen, 1964
- Gentiana newberryi A.Gray, 1876
- Gentiana nipponica Maxim., 1888
- Gentiana nivalis L., 1753
- Gentiana nubigena Edgew., 1846
- Gentiana nudicaulis Kurz, 1874
- Gentiana nyalamensis T.N.Ho, 1985
- Gentiana obconica T.N.Ho, 1985
- Gentiana occidentalis Jakow., 1899
- Gentiana officinalis Harry Sm., 1936
- Gentiana olgae Regel & Schmalh., 1882
- Gentiana oligophylla Harry Sm., 1937
- Gentiana olivieri Griseb., 1838
- Gentiana oreocharis Halda & Jurášek, 2012
- Gentiana oreodoxa Harry Sm., 1926
- Gentiana ornata (G.Don) Wall. ex Griseb., 1838
- Gentiana ovatiloba Kusnezow, 1893
- Gentiana pachyphylla Merr., 1940
- Gentiana pannonica Scop., 1771
- Gentiana panthaica Prain & Burkill, 1906
- Gentiana papillosa Franch., 1885
- Gentiana paradoxa Albov, 1895
- Gentiana parryae C.Marquand, 1931
- Gentiana parryi Engelm., 1863
- Gentiana parvula Harry Sm., 1936
- Gentiana pedata Harry Sm., 1936
- Gentiana pedicellata (D.Don) Griseb., 1838
- Gentiana perpusilla Brandegee, 1904
- Gentiana phyllocalyx C.B.Clarke, 1883
- Gentiana piasezkii Maxim., 1880
- Gentiana picta Franch., 1890
- Gentiana platypetala Griseb., 1837
- Gentiana plurisetosa C.T.Mason, 1991
- Gentiana pneumonanthe L., 1753
- Gentiana praeclara C.Marquand, 1928
- Gentiana praticola Franch., 1897
  - G. praticola subsp. greenwayae - long đởm Greenway.
- Gentiana prattii Kusnezow, 1893
- Gentiana pringlei M.Shabir, P.Agnihotri, J.K.Tiwari & T.Husain, 2018
- Gentiana producta T.N.Ho, 1984
- Gentiana prolata Balf.f., 1918
- Gentiana prostrata Haenke, 1788
- Gentiana pseudosquarrosa Harry Sm., 1936
- Gentiana puberulenta J.S.Pringle, 1966
- Gentiana pubigera C.Marquand, 1928
- Gentiana pulvinarum W.W.Sm., 1911
- Gentiana pumila Jacq., 1762
- Gentiana pumilio Standl. & Steyerm., 1944
- Gentiana punctata L., 1753
- Gentiana purpurea L., 1753
- Gentiana pyrenaica L., 1767
- Gentiana qiujiangensis T.N.Ho, 1984
- Gentiana quadrifaria Blume, 1826
- Gentiana querceticola Halda & Jurášek, 2012
- Gentiana radiata C.Marquand, 1931
- Gentiana radicans Harry Sm., 1965
- Gentiana recurvata C.B.Clarke, 1883
- Gentiana riparia Kar. & Kir., 1841
- Gentiana robusta King ex Hook.f., 1883
- Gentiana rostanii Reut. ex Verlot, 1877
- Gentiana rubicunda Franch., 1885
- Gentiana rubricaulis Schwein., 1824
- Gentiana sagarmathae Miyam. & H.Ohba, 1996
- Gentiana saginifolia Wernham, 1916
- Gentiana saginoides Burkill, 1906
- Gentiana saltuum C.Marquand, 1928
- Gentiana saponaria L., 1753
- Gentiana sasidharanii K.M.P.Kumar & Sunil, 2020
- Gentiana satsunanensis T.Yamaz., 2002
- Gentiana scabra Bunge, 1835
- Gentiana scabrida Hayata, 1908
- Gentiana sceptrum Griseb., 1837
- Gentiana sedifolia Kunth, 1819
- Gentiana septemfida Pall., 1789
- Gentiana setigera A.Gray, 1876
- Gentiana shaanxiensis T.N.Ho, 1993
- Gentiana sierrae Briq., 1931
- Gentiana sikkimensis C.B.Clarke, 1883
- Gentiana sikokiana Maxim., 1888
- Gentiana simulatrix C.Marquand, 1937
- Gentiana sino-ornata Balf.f., 1918
- Gentiana siphonantha Maxim. ex Kusnezow, 1892
- Gentiana sirensis J.S.Pringle, 2013
- Gentiana spathacea Kunth, 1819
- Gentiana spathulifolia Kusnezow, 1894
- Gentiana spathulisepala T.N.Ho & S.W.Liu, 2010
- Gentiana springateana D.Maity, 2014
- Gentiana squarrosa Ledeb., 1815
- Gentiana stellata Turrill, 1922
- Gentiana stellulata Harry Sm., 1936
- Gentiana stipitata Edgew., 1846
- Gentiana stragulata Balf.f. & Forrest, 1928
- Gentiana straminea Maxim., 1881
- Gentiana suborbisepala C.Marquand, 1928
- Gentiana subpolytrichoides Grubov, 1994
- Gentiana subuliformis S.W.Liu, 1993
- Gentiana sumatrana Ridl., 1917
- Gentiana susamyrensis Pachom., 1986
- Gentiana sutchuenensis Franch., 1890
- Gentiana szechenyii Kanitz, 1891
- Gentiana taiwanica T.N.Ho, 1993
- Gentiana takushii T.Yamaz., 2000
- Gentiana taliensis Balf.f. & Forrest, 1907
- Gentiana tarokoensis Chih H.Chen & J.C.Wang, 1999
- Gentiana tatsienensis Franch., 1897
- Gentiana terglouensis Hacq., 1782
- Gentiana ternifolia Franch., 1885
- Gentiana tetraphylla Maxim. ex Kusnezow, 1894
- Gentiana tetrasepala Biswas, 1938
- Gentiana tetrasticha C.Marquand, 1937
- Gentiana thunbergii (G.Don) Griseb., 1845
- Gentiana tibetica King ex Hook.f., 1883
- Gentiana timida Kerr, 1940
- Gentiana tongolensis Franch., 1897
- Gentiana tonkinensis Hul, 1999 - long đởm Bắc Bộ.
- Gentiana tornezyana Litard. & Maire, 1924
- Gentiana trichotoma Kusnezow, 1893
- Gentiana tricolor Diels & Gilg, 1903
- Gentiana triflora Pall., 1789
- Gentiana tubiflora (G.Don) Griseb., 1838
- Gentiana ulmeri Merr., 1940
- Gentiana uniflora Georgi, 1775
- Gentiana urnula Harry Sm., 1961
- Gentiana utriculosa L., 1753
- Gentiana vandellioides Hemsl., 1890
- Gentiana vandewateri Wernham, 1916
- Gentiana veitchiorum Hemsl., 1909
- Gentiana venusta (G.Don) Wall. ex Griseb., 1838
- Gentiana verna L., 1753
- Gentiana vernayi C.Marquand, 1937
- Gentiana viatrix Harry Sm. ex C.Marquand, 1937
- Gentiana villosa L., 1753
- Gentiana waltonii Burkill, 1906
- Gentiana walujewii Regel & Schmalh., 1879
- Gentiana wangchukii E.Aitken & D.G.Long, 1996
- Gentiana wardii W.W.Sm., 1913
- Gentiana wasenensis C.Marquand, 1931
- Gentiana wilsonii C.Marquand, 1928
- Gentiana winchuanensis T.N.Ho, 1993
- Gentiana wingecarribiensis L.G.Adams, 1988
- Gentiana woodii J.S.Pringle, 2016
- Gentiana xanthonannos Harry Sm., 1965
- Gentiana yakushimensis Makino, 1909
- Gentiana yokusai Burkill, 1906
- Gentiana yunnanensis Franch., 1885
- Gentiana zekuensis T.N.Ho & S.W.Liu, 1993
- Gentiana zhenxiongensis L.H.Wu & Z.T.Wang, 2012
- Gentiana zollingeri Fawc., 1883

### Lai ghép
- Gentiana × ambigua Hayek, 1908 = G. brachyphylla × G. verna.
- Gentiana × billingtonii Farw., 1921 in 1923 = G. andrewsii × G. puberula
- Gentiana × charpentieri E.Thomas ex Hegetschw., 1839 = G. lutea × G. punctata
- Gentiana × curtisii J.S.Pringle, 1964 = G. alba × G. puberula
- Gentiana × digenea Jakow., 1899 = G. acaulis × G. clusii
- Gentiana × gaudiniana E.Thomas ex W.D.J.Koch, 1844 = G. punctata × G. purpurea
- Gentiana × grandilacustris J.S.Pringle, 1964 = G. andrewsii × G. rubricaulis
- Gentiana × grisebachiana Rouy, 1908 = G. burseri subsp. villarsii × G. punctata
- Gentiana × hybrida Schleich. ex DC., 1805 = G. lutea × G. purpurea
- Gentiana × laengstii  Hausm., 1858 = G. lutea × G. pannonica
- Gentiana × marcailhouana Rouy, 1890 = G. burseri × G. lutea
- Gentiana × marceli-jouseaui Halda, 2000 = G. kaufmanniana × G. olgae
- Gentiana × media Arv.-Touv., 1872 = G. burseri subsp. villarsii × G. ?
- Gentiana × pallidocyanea J.S.Pringle,  = G. alba × G. andrewsii

### Chưa rõ
- Gentiana × bergeri Krist, 1933
- Gentiana × palezieuxi Beauverd, 1931-1932 in 1933